# Manuel Alberdi González
Manuel Alberdi González (Madrid, 1905 - Madrid, 1 de febrero de 1986) fue un obrero, militar republicano y locutor español que combatió en la guerra civil española y en la Segunda Guerra Mundial.

## Biografía
Nació en Madrid en 1905. Se afilió al Partido Comunista de España (PCE) en 1936. Tras el estallido de la Guerra civil se unió a las milicias populares. Más adelante se integró en la estructura del Ejército Popular de la República, donde llegaría a ser Jefe de Estado Mayor de la 3.ª División, a las órdenes del mayor de milicias Manuel Tagüeña. Al final de guerra se exilió en la Unión Soviética junto a otros militares españoles de ideología comunista. 
En la URSS cursó estudios en la escuela de ingenieros de Kostromá. También trabajó en una fábrica de Kírov. Durante la Segunda Guerra Mundial se alistó voluntario en el Ejército Rojo, siendo destinado a una unidad de zapadores. En el transcurso de la contienda llegó a dirigir una compañía de zapadores-minadores, operando en diversos frentes. En abril de 1945 tomó parte en la batalla de Berlín, donde su unidad tendió el puente de pontones sobre el río Spree que permitió al ejército soviético lanzar el asalto sobre el Reichstag. Por sus acciones fue condecorado con la medalla al valor, la Orden de la Estrella Roja y la Orden de la Guerra Patria de 1.ª y 2.ª clase.
Amigo del también comunista Luis Galán, a través de este consiguió un puesto de trabajo como locutor en Radio Moscú, desempeñando esta función tanto en Moscú como en Pekín, bajo el seudónimo de Aguilar.
Estuvo casado con Margarita Cristóbal Izaguirre (Bilbao, 1926 - Madrid, 2015), quien pertenecía al grupo de niños de la guerra que fueron enviados  a la URSS. Tuvieron dos hijos, Manuel y Olga.
Se repatrió a España en agosto de 1970, donde falleció el 1 de febrero de 1986 en Madrid.

## Condecoraciones
- Orden de la Estrella Roja.
- Orden de la Guerra Patria de 1.ª y 2.ª clase.